# Alastor (polnische Band)
Alastor ist eine polnische Thrash-Metal-Band aus Kutno, die im Jahr 1986 gegründet wurde, sich 1997 auflöste und 2002 wieder zusammenfand. Die Band spielte zusammen mit Gruppen wie Nasty Savage, Exumer, Living Death, Sodom, Kat, Turbo, Wolf Spider und Dragon.

## Geschichte
Die Band wurde im Jahr 1986 gegründet. Nachdem im Jahr 1988 das erste Demo erschienen war, folgte 1989 ihr Debütalbum Syndroms of the Cities. Der Tonträger erschien europaweit über das italienische Label Metal Master Records. Die Band unterschrieb einen Vertrag bei Metal Mind Productions. Die Band nahm das Album Przeznaczenie im Jahr 1989 auf, woraus sich 1990 The Destiny entwickelte. Jedoch trennte sich metal Mind Productions von der Band wieder noch vor der Veröffentlichung, sodass die Tonträger nicht veröffentlicht wurden. Im Jahr 1992 folgte das Demo Garage '92 – Live Session über Carnage Records. Nach ein paar Konzerten nahm die Band im August 1993 an einem Bandcontest auf einem Musikfestival in Jarocin statt. Die Band erreichte den ersten Platz. Der Preis war die Veröffentlichung eines Albums bei Loud Out Records. Das Album erschien 1994 unter dem Namen Zlo. In den Folgejahren wurde die Band zum Quartett. Im Jahr 1997 nahm die Band, ohne Gitarrist Osiecki, das Album Żyj, gnij i milcz auf. Nachdem das Album im selben Jahr über Sound Factory Records erschienen war, löste sich die Band auf.
Im Jahr 2002 fand die Band wieder zusammen. Anstelle von Osiecki war nun Gitarrist Radosław Zwoliński in der Band vertreten, welcher schon kurz darauf zum E-Bsdd wechseln sollte. Es folgten einige weitere Änderungen in der Besetzung. Im Jahr 2009 erschien über Metal Mundus Records das Album Spaaazm. Anfang September 2012 wird voraussichtlich über Metal Mind Productions neben einer Wiederveröffentlichung von Syndroms of the Cities auch erstmals das bisher unveröffentlichte Album The Destiny erscheinen.

## Stil
Die Band spielt klassischen, technisch anspruchsvollen Thrash Metal, der mit der Musik der US-amerikanischen Band Wrath oder auch Toxik vergleichbar ist.

## Diskografie
- 1988: Dotyk przemocy (Demo, Eigenveröffentlichung)
- 1989: Syndroms of the Cities (Album, Metal Master Records)
- 1992: Garage '92 – Live Session (Demo, Carnage Records)
- 1994: Zło (Album, Loud Out Records)
- 1997: Żyj, gnij i milcz (Album, Loud Out Records)
- 2001: Alastor / Kr’shna Brothers (Split mit Kr’shna Brothers, MTJ Agencja Artystyczna)
- 2006: Demo 2006 (Demo, Eigenveröffentlichung)
- 2009: Spaaazm (Album, Metal Mundus Records)
- 2012: Destiny (Album, 2012, Metal Mind Productions)
- 2012: Out of Anger (Album, Metal Mind Productions)